# Hanns Martin Schleyer
Hanns Martin Schleyer, född 1 maj 1915 i Offenburg, död (mördad) 18 oktober 1977 i närheten av Mulhouse, var sommaren 1977 chef för västtyska arbetsgivareföreningen samt det västtyska industriförbundet.

## Biografi
Hanns Martin Schleyer tog studenten i Rastatt 1933 varpå han studerade juridik vid Heidelbergs universitet.

### Tredje riket
Schleyer blev medlem av SS 1933 och Nationalsocialistiska tyska arbetarepartiet (NSDAP) 1937. Han uppnådde graden SS-Untersturmführer (motsvarande fänrik).
Företrädare för Röda armé-fraktionen (RAF) har under lång tid påstått att Schleyer var nära medarbetare till Böhmen-Mährens riksprotektor, SS-Obergruppenführer Reinhard Heydrich (1904-1942) och benämnt honom som ”Heydrichs högra hand”. Denna uppgift har dock slutgiltigt motbevisats av den tyske historikern Lutz Hachmeister som genom bland annat arkivforskning har kunnat konstatera att Schleyers huvudsakliga arbete i Prag inleddes när Heydrich redan var död.

### Efterkrigstid

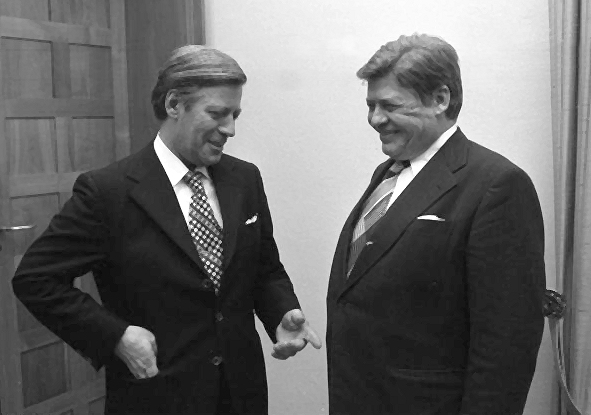
Helmut Schmidt och Hanns Martin Schleyer

År 1945 flydde Schleyer till föräldrahemmet i Konstanz. Han greps i juli 1945 av fransk militär och överfördes till amerikansk krigsfångenskap. Han var internerad i tre år i Baden. År 1949 började han arbeta vid industri- och handelskammaren Baden-Baden och två år senare började han vid Daimler-Benz AG. 
År 1973 valdes han till ordförande i den västtyska arbetsgivarföreningen, Bundesvereinigung der Deutschen Arbeitgeberverbände (BDA). År 1977 blev han president för Bundesverband der Deutschen Industrie (BDI). Han var sedan 1970 medlem i CDU. Hans position och hårda hållning i arbetsmarknadskonflikter gjorde honom till en fiendebild för facken och den politiska vänstern i stort.

## Kidnappningen och flygkapningen
Hanns Martin Schleyer kidnappades den 5 september 1977 på öppen gata i Köln av den "andra generationen" av Baader-Meinhof-ligan. Hans chaufför och tre livvakter sköts ihjäl samtidigt. Kraven var att "första generationen", bland andra Andreas Baader, Jan-Carl Raspe och Gudrun Ensslin, vilka satt dömda till långa fängelsestraff för mord och terrorism i Stammheimfängelset utanför Stuttgart, skulle friges.
Den socialdemokratiske förbundskanslern Helmut Schmidt kunde på inga villkor gå med på detta. Ett frisläppande skulle dessutom bara verka uppmuntrande på andra sympatisörer på yttersta vänsterkanten. PFLP kapade den 13 oktober en Boeing 737 tillhörande Lufthansa med namnet Landshut på väg hem från Mallorca, med över 100 personer ombord. Dessa kapare ställde samma krav som de tyska terroristerna och alla dessa kunde inte offras. Åtminstone "låtsasförhandlingar" med internerna inleddes, men alla länder de önskade få fri lejd till vägrade. Varken Sovjetunionen eller DDR tyckte sig kunna ta hand om dessa fångar.
Flygkaparna krävde förgäves att få landa på en rad olika platser i arabvärlden. På flygplatsen i dåvarande Sydjemens huvudstad Aden sköt kaparnas ledare ihjäl flygkaptenen Jürgen Schumann inför alla passagerare. Därefter tvingades styrmannen flyga till Mogadishu i Somalia, där det tyska elitförbandet Grenzschutzgruppe 9 ett par dagar senare effektivt lyckades skjuta alla fyra kaparna, två män och två kvinnor (varav en kaparkvinna överlevde). Inga passagerare dödades. Kort efter att ha fått information om den misslyckade kapningen begick Baader, Raspe och Ensslin självmord i Stammheimfängelset.
Kort därefter påträffades Hanns Martin Schleyers döda kropp i en övergiven bil i den franska gränsstaden Mulhouse (tyska Mühlhausen). I flera filmupptagningar hade han vädjat direkt till regeringen om att slippa bli offrad. Den före detta RAF-medlemmen Peter-Jürgen Boock pekade 2007 ut Rolf Heißler och Stefan Wisniewski som Schleyers mördare.
Självmorden i Stammheimfängelset, avrättningen av Schleyer och stormningen av det kapade planet utgjorde slutet på en nästan tio år lång period i Västtysklands historia full av terrordåd. Själva perioden september-oktober 1977 benämns stundom Deutscher Herbst ("Tyska hösten").